# 텃새
텃새는 계절에 따라 이동하지 않고 한 곳에 1년 내내 머무르는 새를 말한다. 한국에 사는 텃새는 50여 종이 있으며, 주위에서 쉽게 볼 수 있는 텃새는 참새, 까치, 박새, 곤줄박이, 직박구리, 물까치, 오목눈이 등이 있다.

## 같이 보기
- 철새